# Томи Кеш (рапър)
Томас Тамеметс (роден на 18 ноември 1991 г.), известен професионално като Томи Кеш, е естонски рапър, певец, танцьор и визуален артист. Той е известен с провокативния си стил, който съчетава музика, визуално изкуство и провокативна естетика. Обикновено се изявява на английски език с отчетлив неместен акцент и е известен със сексуално експлицитни лирични теми и провокативни музикални видеоклипове.
През 2025 г. той представя Естония на конкурса за песен „Евровизия“ с песента „Еспресо Макиато“, където постига голям успех, като завършва на трето място в генералното класиране с 356 точки.